# Аллахвердиев, Аладдин Мамед Гусейн оглы
Аллавердиев Аладдин Мамедович (Аллахвердиев Аладдин Мамед Гусейн оглы; род. 29 мая 1947, Касаман, Басаргечарский район) — Советский, российский и азербайджанский учёный в области разработки математических моделей и методов исследования волновых и колебательных процессов для создания пьезоэлектрических приборов и изделий, применяемых в исследовании мирового океана и космоса, в морской сейсморазведке, электронной, оборонной и медицинской промышленности. Профессор (2001).

## Краткая биография
Родился 29 мая 1947 года в селе Касаман Басаргечарского района Армянской ССР. В 1964 году окончил среднюю школу № 190 города Баку с медалью. В том же году поступил на механико-математический факультет (отделение механики) Азербайджанского государственного университета им. С. М. Кирова. После 3-го курса продолжил свою учёбу на механико-математическом факультете Московского государственного университета им М. В. Ломоносова. По окончании университета был оставлен в аспирантуре на кафедре волновой и газовой динамики и в дальнейшем на закрытом Диссертационном совете защитил диссертацию на тему «Исследование электрофизических параметров пьезоэлектрических конструкций при связанных колебаниях» и получил учёную степень кандидата физико-математических наук.
После окончания аспирантуры МГУ им. М. В. Ломоносова в 1974 году по распределению был принят на работу во Всесоюзный НИИ «ФОНОН» Министерства электронной промышленности СССР. В 1974—1994 годах в данном институте занимал должности младшего научного сотрудника, старшего научного сотрудника и начальника отдела «Математического моделирования».
В 1994—1995 году работал заместителем Генерального директора по науке и производству совместной Российско-американской фирмы «Green Star İnternational». В 1995—1996 годах занимал должность директора Зеленоградской городской Ассоциации Малого и Среднего бизнеса города Москвы.
С сентября 1996 года — заведующий кафедрой высшей и прикладной математики и профессор в Московской Государственной Академии Делового Администрирования (МГАДА). В 1997—1999 годах одновременно являлся деканом факультета «экономики и менеджмента», а с 2000 года был первым проректором-проректором по учебно-методической работе данной Академии.
С декабря 2010 года по настоящее время работает в МИЭТе в должности заместителя проректора по учебной работе, руководителя службы качества образовательного процесса, профессора.
Вся творческая жизнь А. М. Аллавердиева посвящена науке и образованию.
В 2001 году А. М. Аллавердиев по решению Высшей аттестационной комиссии Российской Федерации удостоен ученого звания профессор.
Под его научным руководством 7 аспирантов успешно защитили кандидатские диссертации.
А. М. Аллавердиев несколько лет являлся членом Совета проректоров по учебной работе высших учебных заведений Российской Федерации, членом Координационного Совета Департамента образования города Москвы, членом Ученого Совета МГАДА, председателем Научно-методического Совета данной Академии.

## Научная и образовательная деятельность
В годы работы в НИИ «ФОНОН» как главный теоретик института являлся научным руководителем или заместителем Главного конструктора более 30 научно-исследовательских и опытно — конструкторских работ (НИР и ОКР), посвященных разработкам приборов и изделий, применяемых в различных областях техники. Многие научные результаты и технически новые решения, нашедшие свое отражение в эти годы в более 150 научных статьях и 7 изобретениях А. М. Аллавердиева были успешно использованы в отдельных отраслях науки и техники: в исследовании мирового океана, в морской сейсморазведке, внедрены на предприятиях электроники (особенно в акусто — и микроэлектронике), оборонной и медицинской промышленности (в частности, пьезокерамический датчик, разработанный им с соавторами, успешно был применен в разработках по созданию искусственного сердца).
В 1970—80-е годы перед учёными и конструкторами в области пьезотехники была поставлена задача: разработать пьезодатчик с заданными отдельными электро-физическими параметрами и обладающий минимальным весом и объемом. А. М. Аллавердиев используя известный принцип максимума Понтрягина впервые теоретически нашёл решение такого типа задач. Он также является одним из первых ученых, совместно со своими учениками решивший двух — трёхмерные электроупругие динамические задачи на основе обобщенного вариационного принципа с применением методов конечных и граничных элементов. Ему среди ученых первым удалось теоретически доказать существование «краевого эффекта» у пьезокерамических дисковых мембран.
В годы работы в МГАДА А. М. Аллавердиев совместно с сотрудниками возглавляемой им кафедры высшей и прикладной математики опубликовал более 20 учебников и учебных пособий по применению математики в экономике и менеджменте.

## Участие в научных конференциях
А. М. Аллавердиев выступал с более 60 научными докладами (в том числе около 10 пленарными докладами) на 30 международных, всесоюзных, российских, отраслевых съездах, конференциях, симпозиумах, посвященных распространению поверхностных волн в пьезоэлектрических средах, исследованию электрофизических параметров пьезокерамических конструкций при связанных колебаниях. Напомним некоторые из этих научных форумов:
«Всесоюзный симпозиум по распространению упругих и упруго-пластических волн» (Фрунзе, 1974, Новосибирск, 1986), «Всесоюзная конференция по механике сплошных сред» (Ташкент, 1979), «Всесоюзная конференция по сегнетоэлектричеству» (Ростов-на-Дону, 1979, Минск, 1982), Всесоюзная конференция «Прочность материалов и элементов конструкций при звуковых и ультразвуковых частотах нагружения» (Киев, 1979, 1980, 1981, 1982), «Всесоюзная конференция по теории упругости» (Тбилиси, 1984), «Всесоюзная конференция по акустоэлектронике и квантовой акустике» (Москва, 1984), Всесоюзная конференция «Влияние внешних воздействий на реальную структуру сегнето- и пьезоэлектриков» (Черноголовка, 1984), Всесоюзная конференция «Моделирование отказов и имитация на ЭВМ статических испытаний изделий электронной техники» (Москва, 1985), «Всесоюзный съезд по теоретической и прикладной механике» (Ташкент, 1986), «Всесоюзная акустическая конференция» (Москва, 1994), Международная конференция «Кристаллы: рост, свойства, реальная структура, применение» (Александров, 2001, 2002, 2003), The International Jubilee Conference «Single crystal and their application in the XX century — 2004» (Aleksandrov, Russia, 2004) и др.
На последних двух конференциях А. М. Аллавердиев выступал с 13 в, том числе 3 пленарными, докладами. Он являлся членом организационного или программного комитета некоторых из названных форумов. Еще будучи аспирантом он участвовал в работе международной конференции по аэронавтике в городе Баку (1973 г.).

## Изобретения
1. Авторское свидетельство № 169926 от 04.09.1980 г.
2. Авторское свидетельство № 179728 от 06.10. 1982 г.
3. Авторское свидетельство № 1063257 от 22.08. 1983 г.
4. Авторское свидетельство № 300747 от 01.09.1989 г.
5. Авторское свидетельство № 1534760 от 08.09.1989 г.
6. Авторское свидетельство № 308342 от 01.02. 1990 г.
7. Авторское свидетельство № 308340 от 01.02. 1990 г.

## Отдельные научные статьи
1. «К теории связанных колебаний пьезокерамических дисков» (В кн. «Волновая и газовая динамика», Изд. МГУ, в. 2, М., 1979),
2. «О колебании пьезокерамического преобразователя пульса для медицинских целей» («Военная техника и экономика», № 3, М., 1978),
3. «Цилиндрический пьезоприемник давления для морской сейсморазведки» («Электроника», № 7, М., 1984),
4. «К теории неустановившихся колебаний пьезокерамических дисков и колец» (Докл. АН УССР, № 2 Т., 1980)
5. «Исследование характеристик направленности приемо-излучающих преобразователей» («Дефектоскопия», № 6, Изд. АН СССР, M., 1990),
6. «Метод учета влияния электрических граничных условий на изгиб многослойных пьезоэлектрических пластин», (Материалы докладов международной конференции "Кристаллы: рост, свойства. применение " Александров, 2002),
7. «Расчет сферических пьезокерамических преобразователей с учетом потерь» («Электронная техника», сер. Радиодетали и радиокомпоненты, в. 3(80), М., 1990)
8. «Метод расчета акустических характеристик многослойных пьезокерамических преобразователей» (Материалы докладов международной конференции "Кристаллы: рост, свойства. применение « Ал-в, 2003),
9. „Исследование колебаний составных пьезокерамических преобразователей“» («Электронная техника», сер. Радиодетали и радиокомпоненты, в. 2(67), М., 1987),
10. «Метод оптимизации формы пьезоэлектрических преобразователей, совершающих колебания» («Прикладная механика» К., т. 26, № 9, 1990"),
11. «Влияние импульсных нагрузок на прочностные характеристики пьезокерамических элементов» (В кн.: «Прочность поликристаллических кристаллов», Изд. АН СССР, Л.,1981),
12. "Связанные неустановившиеся колебания пьезокерамических цилиндров " ("Изв. АН УССР, № 2 1982),
13. «Метод расчета характеристик пьезокерамических преобразователей в области резонансных частот», («Электронная техника», сер. Радиодетали и радиокомпоненты, в. 1(82), М., 1991),
14. "Связанные неустановившиеся колебания пьезокерамических цилиндров " (Изв. АН УзССР, № 2 1982)
15. «The reliability increase when designing the spherical piezoceramic radiators», « Spreading of surface acoustic waves in party-homogeneous piezoelectric environments» (The International Jubilee Conference «Single crystal and their application in the XX century — 2004», Aleksandrov, Russia, 2004)
16. «The acoustical characteristics of the cylindrical piezoceramic radiator vibrating in infinite liquid medium», «Spreading of surface acoustic waves in party-homogeneous piezoelectric environments» (The International Jubilee Conference «Single crystal and their application in the XX century — 2004», Aleksandrov, Russia, 2004)
17. «Метод определения электроупругих констант пьезокерамических материалов» (В кн.: «Основы физики элементов микроэлектронных приборов», М.,1992),
18. «Метод расчета механических напряжений пьезокерамических колец и дисков при переменном электрическом возбуждении» (В кн.: «Прочность материалов и элементов конструкций при звуковых и ультразвуковых частотах нагружения», Киев, 1980),
19. "Связанные изгибно-сдвиговые колебания слойно-ступенчатых дисковых пьезокерамических преобразователей " (« Прикладная механика» Киев, 1987 ,т. 23, № 5)
20. Согласование частот ультразвуковых колебаний различных составных электроакустических преобразователей. (В сб., «Материалы XI Всесоюзной конференции по акустоэлектронике и квантовой акустике», Москва, 1984)
21. Распространение поверхностных акустических волн в кусочно-однородных пьезоэлектрических средах. (В кн., «Материалы VI Всесоюзного съезда по теоретической и прикладной механике», Изд. «Фан», Ташкент, 1986)
22. Устойчивое развитие как парадигма философии образования. (В кн., «Эпоха глобальных проблем (Опыт философского осмысления)». Изд. МГИДА, М., 2004)
23. Применение математических методов в социальных науках. (В кн., «Экономика и социальная сфера: человек, город, Россия», Изд. МГИДА, М., 2005)
24. Рейтинговая система как личностно-ориентированная технология и её роль в развитии способностей студента. (В кн., «На путях к личностно-ориентированному образованию», Изд. МГИДА, М., 2000)
25. Математика и её роль в подготовке современных менеджеров. (В кн., «Философско-педагогический анализ проблемы гуманизации образовательного процесса», Изд. МГИДА, М., 2001)

## Некоторые учебники для высшей школы
1. Числовые последовательности. Изд. МГИДА, Москва, 1998.
2. Математический анализ (для экономических специальностей). Изд. МГИДА, Москва, 2001
3. Прикладная математика. Теория графов. (для экономических специальностей). Изд. МГИДА, Москва, 2001
4. Теория вероятностей и математическая статистика. Изд. МГИДА, Москва, 2004
5. Линейная алгебра и элементы аналитической геометрии. Изд. МГИДА, Москва, 2004
6. Дифференциальные уравнения. (для экономических специальностей). Изд. МГИДА, Москва, 2005
7. Математическая статистика. (для экономических специальностей). Изд. МГИДА, Москва, 2005

## Награды

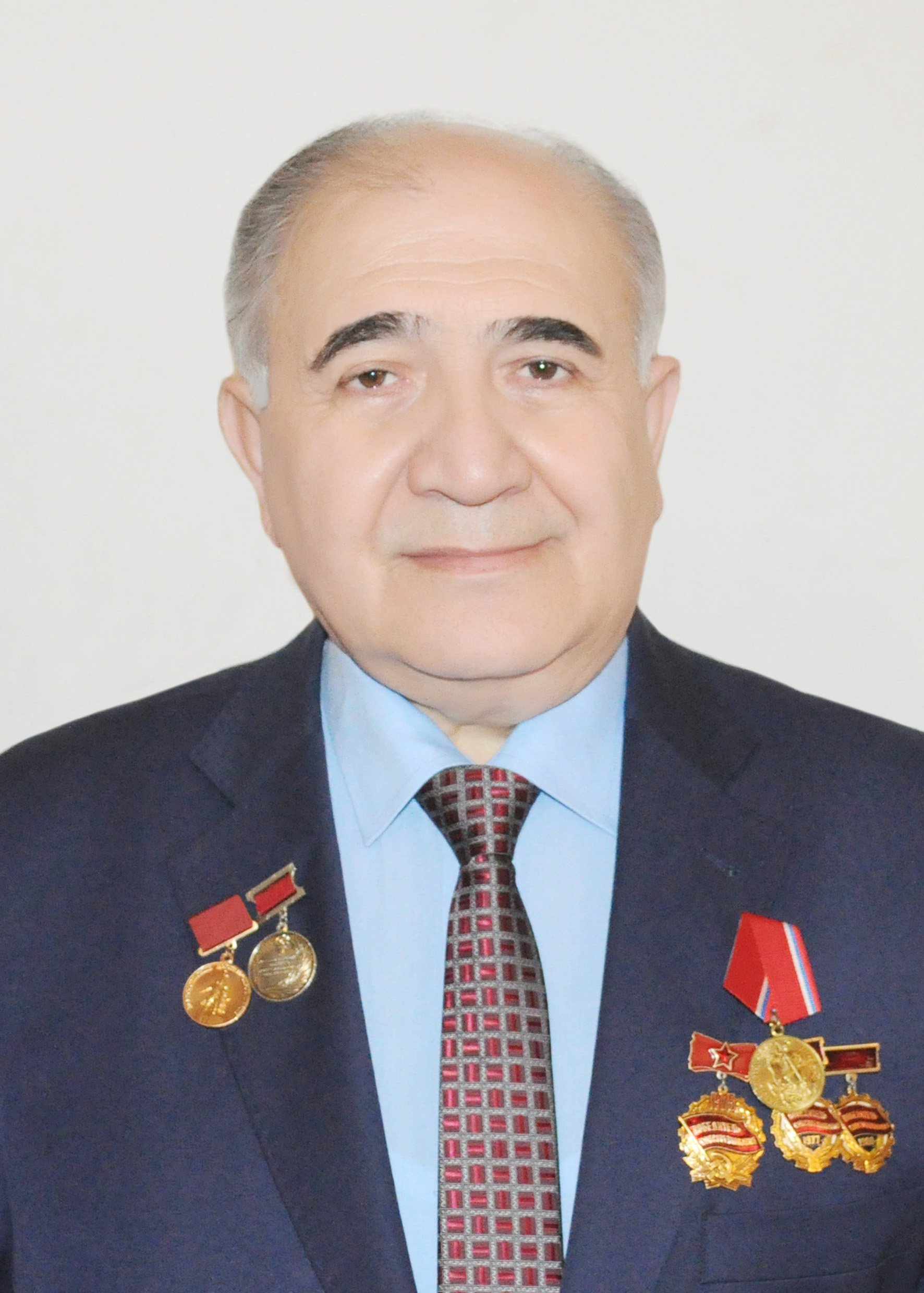

За успехи в научной, производственной и педагогичной деятельности А. М. Аллавердиев имеет правительственные и отраслевые награды.
- Он награждён нагрудным знаком «Почетный работник высшего профессионального образования»;
- награждён медалью «В память 850-летия Москвы» (1997);
- медалью «Лауреат ВВЦ» Всероссийского Выставочного Центра;
- медалью «250 лет МГУ им. М. В. Ломоносова» (2004);
- трижды, в 1975, 1977 и 1980 годах, был награждён нагрудным знаком отличия в труде, учрежденным ЦК КПСС, Советом Министров СССР, ЦК Профсоюзов и ЦК ВЛКСМ;
- за личный вклад в развитие медицинской техники награждён Дипломом призера смотра-конкурса Президиума Центрального Правления Всесоюзного Научного медико-технического общества;
- 4 раза (2001—2004 г.г.) становился лауреатом конкурса Правительства Москвы «Грант Москвы» в области наук и технологий в сфере образования и награждался денежной премией; другими десятками Почетных Дипломов и Грамот различных организаций.
- Национальным Комитетом по теоретической и прикладной механики РАН награждён медалью имени Халила Ахмедовича Рахматулина, выдающегося ученого-механика, Героя Социалистического труда, академика, профессора, доктора ф.м.н., лауреата 4-х орденов Ленина, нескольких Государственных премий СССР;
- Федерацией космонавтики России награждён медалью имени Георгия Александровича Тюлина, Героя Социалистического Труда, генерал-лейтенанта, лауреата Ленинской премии, профессора, доктора технических наук, председателя госкомиссии по космическим программам.[12]

## Семья
Женат. Имеет сына и дочь, 4 внучек.
Жена, Кенгерли Махсати Исмаил кызы, родилась в 1951 г. в городе Нахичевани. Там же окончила среднюю школу с медалью. Выпускница химического факультета МГУ им. М. В. Ломоносова и его аспирантуры. Кандидат химических наук, ведущий научный сотрудник НИИ Материаловедения. Автор многочисленных научных статей и авторских свидетельств на изобретение.
Сын, Аллавердиев Тогрул, родился в 1979 г. в городе Москва. Окончил Дипломатическую Академию Министерства Иностранных дел Российской Федерации по специальности «мировая экономика» и Государственный Университет Управления по специальности «менеджмент организации» с отличием. Кандидат экономических наук. Автор монографии «Корпоративное управление инновационным развитием», более 30 научных статей. Работал начальником отдела «Управление рисками» в компании «Связь — Инвест», начальником управления компании «Черкизово», начальником управления «Управления рисками» во всемирно известной российской металлургической компании НЛМК, которая владеет филиалами и заводами в 7 странах мира: в США, Канаде, странах Западной Европы, а также во многих регионах Российской Федерации. В настоящее время работает в Амстердаме исполнительным директором компании «Eurasian Resources Group». Женат. Имеет дочь.
Дочь, Аллавердиева — Рафибейли Айтен. Родилась в 1982 г. в городе Москва. Закончила московскую общеобразовательную среднюю школу № 842 с медалью. Окончила Московскую Государственную Медицинскую Академию им. И. М. Сеченова с отличием. Окончила ординатуру. Работает хирургом в городе Доха, столице государства Катар в области пластической хирургии. Замужем. Имеет 3 детей.